# 1707 az irodalomban

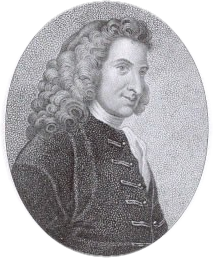
Henry Fielding

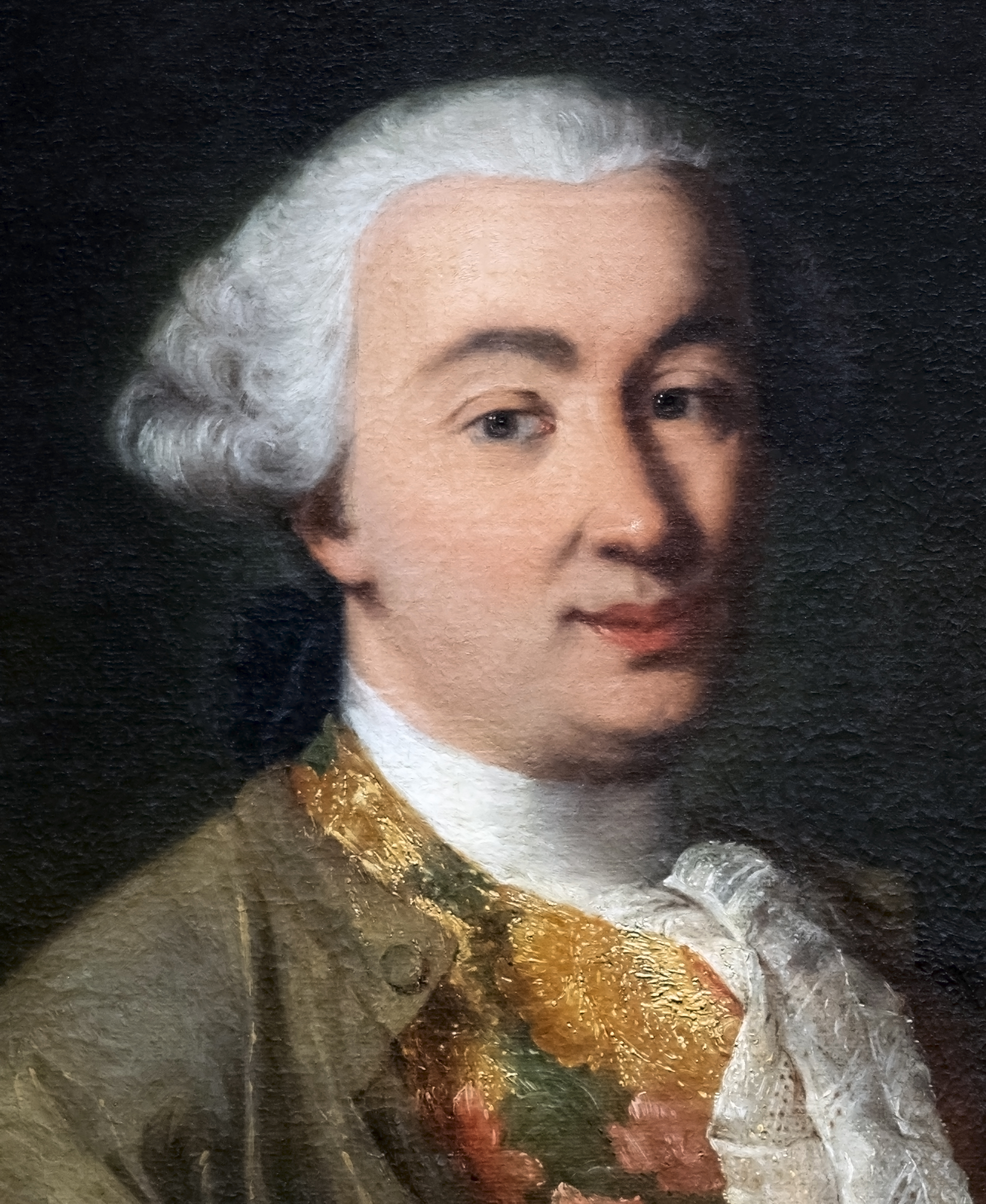
Carlo Goldoni

Az 1707. év az irodalomban.

## Új művek
- Megjelenik Alain René Lesage francia író részben spanyolból fordított pikareszk regénye: Le Diable boiteux (Sánta ördög).

## Születések
- február 25. – Carlo Goldoni itáliai komédiaíró († 1793)
- április 22. – Henry Fielding angol író, drámaíró, jogász († 1754)

## Halálozások
- szeptember 5. – Daniel Speer német író, zeneszerző; az 1683-ban névtelenül kiadott Ungarischer oder Dacianischer Simplicissimus (Magyar Simplicissimus) című pikareszk regény és útirajz szerzője (* 1636)